# Морська астролябія
Морська астролябія — інклінометр, який використовувався для визначення широти, на якій знаходився в морі корабель шляхом вимірювання висоти сонця в полудень (схилення) або меридіанної висоти зірки з відомим схиленням. Морська астролябія була власно не астролябією, а скоріше градуйованим колом з алідадою, що використовувалось для вимірювання вертикальних кутів. Вони були розроблені, щоб дозволити їх використання на кораблях при несприятливих умовах у бурхливих водах та/або при сильному вітрі, тобто в умовах, в яких використання звичайної астролябії було майже неможливим. У XVI столітті інструмент також називали кільце.

## Історія

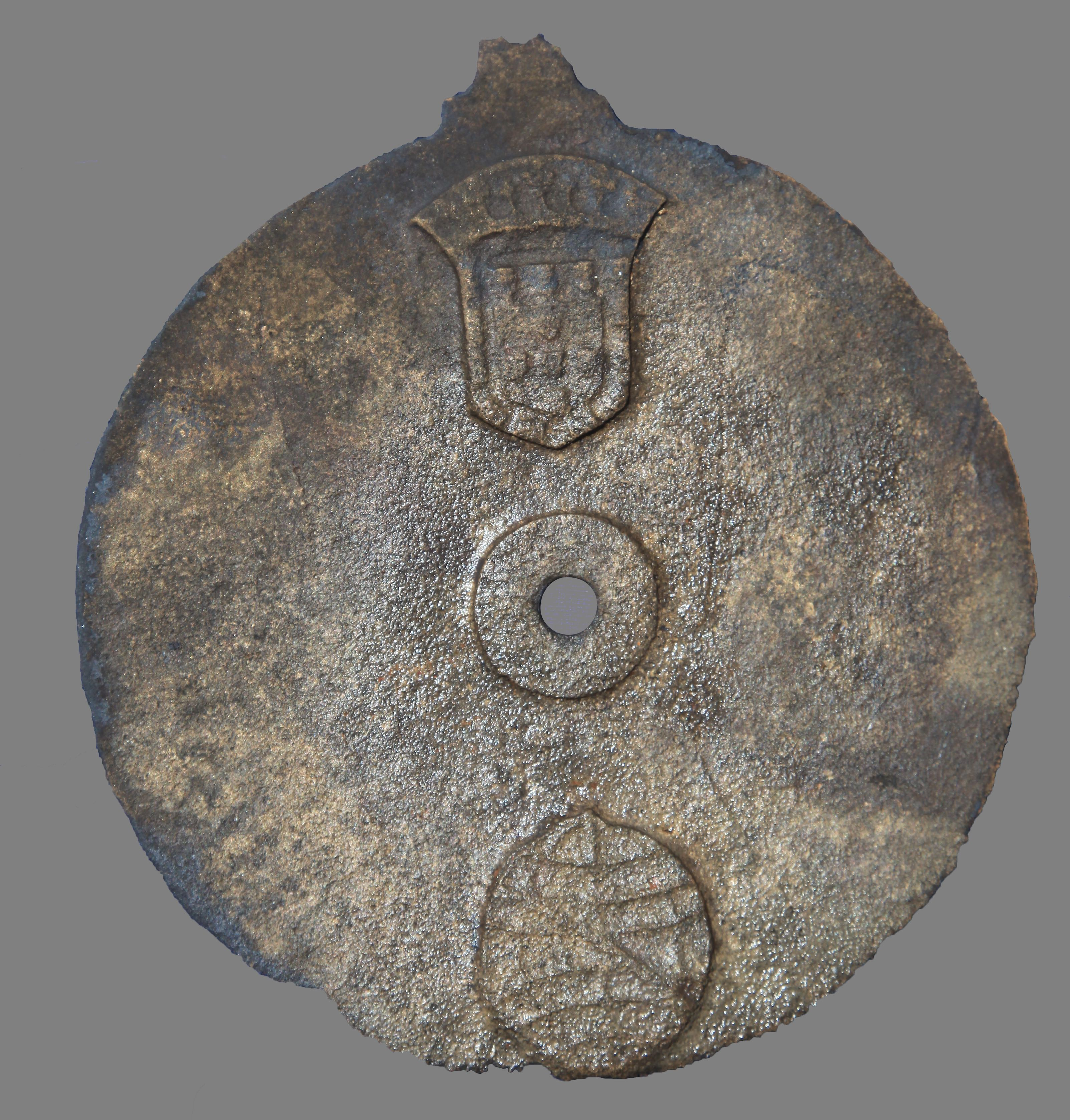
Найстаріша морська астролябія в Національному музеї Оману, Маскат

Дати появи перших морських астролябій різняться. Найдавнішу дату, 1295 рік, запропонував майорканський астроном Раймунд Луллій. Пізніші дати припадають приблизно на кінець XV століття, зокрема Семюель Пурчас стверджував, що цей прилад був адаптований для морської навігації Мартіном Бегаймом. Інші автори створення та вдосконалення морської астролябії приписують португальським мореплавцям на початку Доби португальських георграфічних відкриттів. У будь-якому випадку, інструмент точно був вже відомий до кінця XV століття. Найперший відомий опис того, як виготовляти та використовувати морську астролябію, походить з Arte de Navegar Мартіна Кортеса де Альбакара, опублікованого в 1551 році, хоча основний принцип роботи прилада той самий, що у архімаятника (архіпендулума), який використовується для будівництва Єгипетських пірамід.

Існують переконливі докази того, що морська астролябія походить безпосередньо від планісферної астролябії, оскільки найдавніші зразки морських астролябій зберігають деякі позначки (наприклад, umbra recta та umbra versa) від попереднього пристрою, хоча вже не мали самих компонентів, для яких ці позначки були призначені.

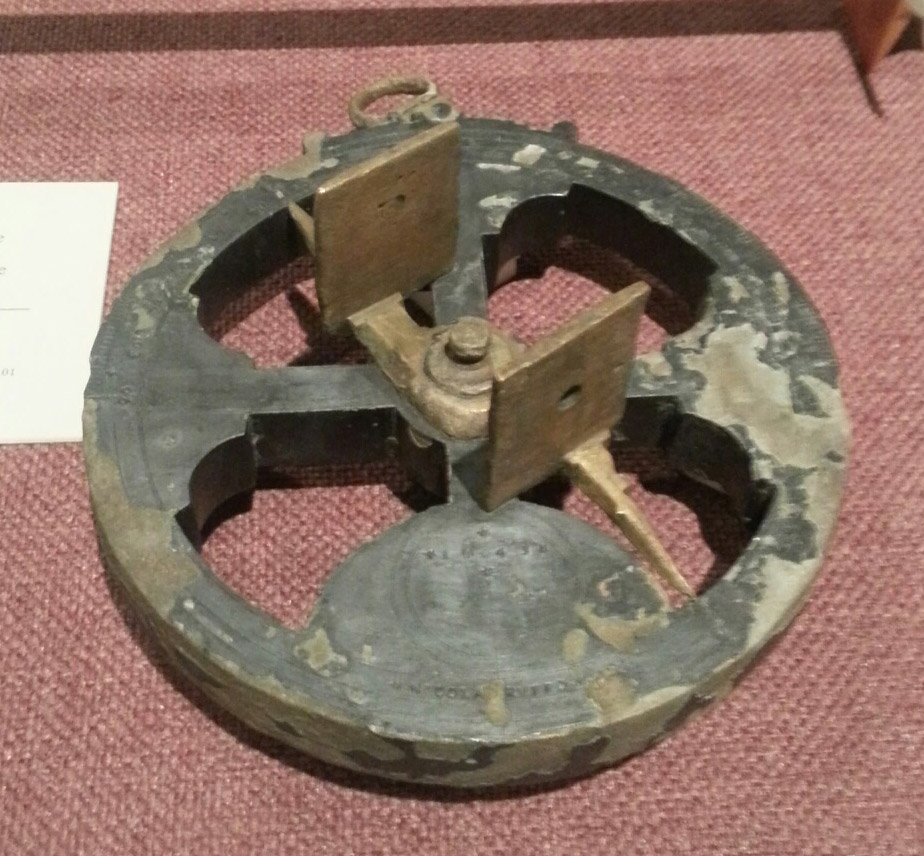
Морська астролябія, виготовлена Ніколао Руффо в 1645 році в Морському музеї, Ньюпорт-Ньюс, Вірджинія

Морська астролябія замінила або доповнила для навігаторів такі інструменти, як посох Якова та квадрант. Морська астролябія використовувалася до середини або, найпізніше, до кінця XVII ст. Її замінили більш точні та прості у використанні інструменти, такі як квадрант Девіса. Наприкінці XIX століття мореплавці почали використовувати секстант, а починаючи з 1980-х років — глобальні системи позиціонування (GPS).
Незважаючи на те, що їх важка латунна конструкція мала забезпечувати довговічність в агресивному морському середовищі, до нашого часу дійшло дуже мало морських астролябій. У 2017 році було відомо про існування лише 108 примірників. Найбільша колекція зберігається в музеях Португалії. У колекції Музею науки та історії Корпус-Крісті в Техасі (США) зберігається морська астролябія, піднята з затонулого корабля «San Esteban» з позначеною датою виготовлення в 1554 році.
Астролябія дискового типу, датована між 1496 і 1501 роками, наразі найстаріша у світі, була виявлена в 2014 році морським вченим Девідом Л. Мернсом на місці затонулого португальського нау «Esmeralda», який затонув біля узбережжя Оману в 1503 році. Що знайдений диск є саме астролябією було підтверджено лазерним скануванням, яке виявило серію з 18 градацій, що позначають 5-градусні інтервали, після чого прилад отримав назву астролябія Содре. Було припущено, що астролябія Содре є перехідним типом між класичною планісферною астролябією, з якої були адаптовані перші морські астролябії, зроблені з латуні, та астролябією з полою рамою, яка увійшла у вжиток приблизно перед 1517 роком.

## Конструкція

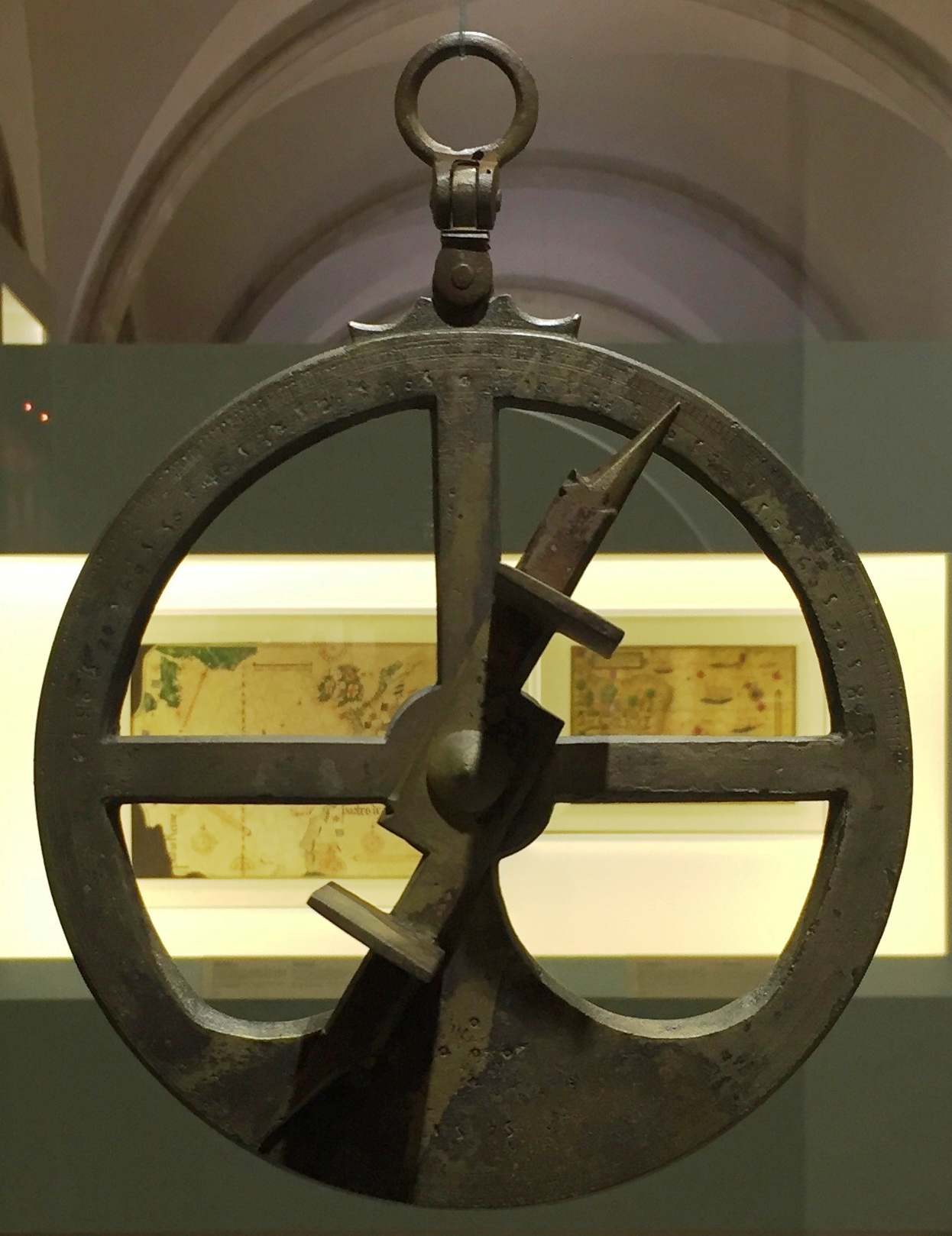
Морська астролябія приблизно 1600 року.

Морські астролябії виготовляли з латуні. Оскільки вага була важливою характеристикою при використанні приладу на хиткій палубі корабля або при сильному вітрі, інші матеріали, такі як дерево або слонова кістка, менш підходили для виробництва, хоча відомо про деякі дерев'яні морські астролябії. Ранні морські астролябії виготовлялися з листової латуні. Через свою малу вагу вони, як правило, погано працювали у відкритому морі. Важчі рами з литої латуні почали виготовляти з середини XVI століття і вони показали себе значно кращими. Оскільки точність інструменту пов'язана з радіусом кола з нанесеними градусами, астролябії робили максимально великими.
Оскільки велика цільна пластина планісферної астролябії робить її чутливою впливу вітру, морська астролябія виконана у вигляді полої рами. Отвір в рамі пропускав повітря і таким чином зменшував вразливість інструмента.

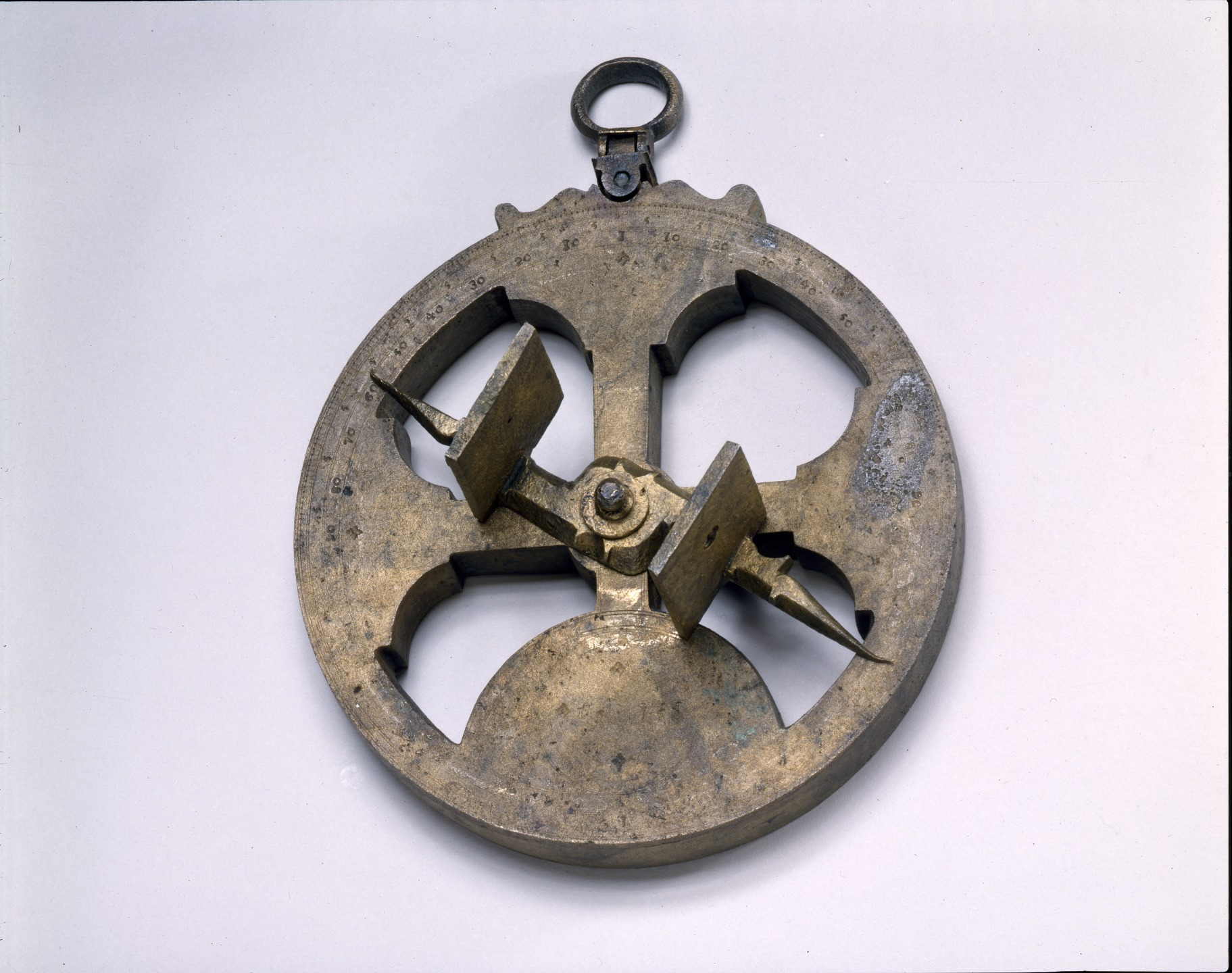
Астролябія з колекції планетарію Адлера, Чикаго, США

Основною функцією приладу було вимірювання кутів. Таким чином, інструмент мав раму у вигляді кільця, градуйоване в градусах. Ранні інструменти мали градуювання лише на 90°; пізніші інструменти були градуйовані для повного кола 360°. Єдина мета спиць полягала в тому, щоб підтримувати точку повороту алідади. Для того, щоб знизити центр ваги пристрою і, таким чином, стабілізувати його у вертикальному положенні, зазвичай в нижня частина інструменту робилась важчою за рахунок зменшення нижніх отворів в металевому кільці. Це чітко видно на нижньому лівому інструменті, який видно на фотографії вище.
Алідада могла вільно обертатися навколо штифта в центрі інструменту. Лопатки алідади мали прорізані або проколоті отвори, щоб дивлячись в них користувач міг точно навести алідаду на об'єкт спостереження.
Астролябія мала кільце, прикріплене до верхньої частини інструменту, щоб він міг висіти вертикально.

## Використання

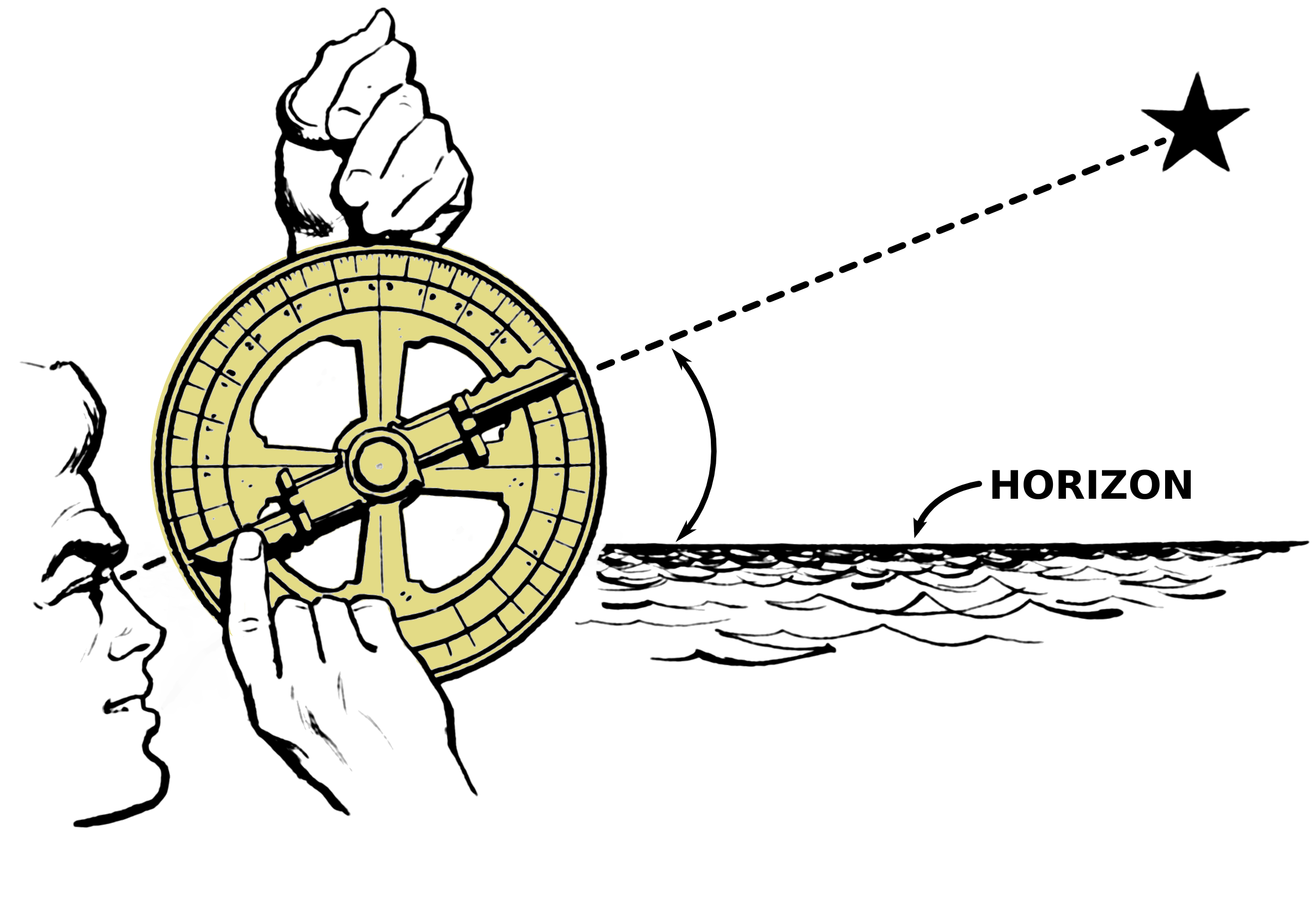
Робота з морською астролябією

Щоб скористатися астролябією, навігатор тримав інструмент за кільце у верхній частині. Через це, завдяки гравітації, диск інструмента займав вертикальну позицію. Потім навігатор наводив площину (диск) астролябії в напрямку вимірюваного об'єкта і роміщував алідаду так, щоб вона вказувала на об'єкт, після чого на градуюванні, нанесеному на диску можна було зчитати кут об'єкта над горизонтом і обрахувати висоту.
Якщо спостерігали за тьмяним об'єктом, таким як зірка, навігатор міг дивитись на нього безпосередньо через отвори в лопатках алідади. Якщо спостерігали за сонцем, було і безпечніше і зручніше не дивитись в отвори лопаток, а розмістити алідаду так, щоб тінь однієї з лопаток алідади повністю лягла на протилежну лопатку.

## Обмеження
Щоб виміряти висоту небесного об'єкта, морську астролябію потрібно було підвісити вертикально. Це означало, що її не легко було використовувати на палубі у вітряну погоду. Її не можна було легко використовувати для вимірювання кута між двома об'єктами, що було необхідно для обчислення довготи методом місячної відстані (хоча ця техніка не використовувалася під час розробки інструменту). Іншим обмеженням було те, що кутова точність приладу була прямо пропорційна довжині алідади, яка була не дуже довгою.